# 中国人民解放军宣言
《中国人民解放军宣言》，亦称《双十宣言》，是1947年10月10日中国共产党于晋冀鲁豫解放区《人民日报》公布的政治宣言。中共中央主席毛泽东起草，总司令朱德、副总司令彭德怀署名，后收入《毛泽东选集》。

## 宣言内容
宣言分析国内政治形势，提出“打倒蒋介石，解放全中国”的口号，宣布中国人民解放军的八项基本政策。
於晉冀魯豫解放區《人民日報》同日同版公布的還有《中国人民解放军口号》（共67條）及《中国人民解放军总部关于重新颁布三大纪律八项注意的训令》等。